# Phil Harris
Wonga Philip Harris (Linton (Indiana), 16 januari 1904 - Rancho Mirage (Californië), 11 augustus 1995) was een Amerikaanse drummer, zanger en bigband-leider uit het swing-tijdperk. Hij was tevens acteur: een korte film waarin hij zichzelf speelde, kreeg in 1934 een Oscar.
Harris was de zoon van twee circus-artiesten en groeide op in Nashville. Hij speelde drums in de circusband van zijn vader. In de jaren twintig was hij drummer in de bands van Francis Craig en Henry Halstead. Daarna vormde hij met pianist Carl Lofner een eigen orkest, dat lange tijd het huisorkest was van St. Francis Hotel in San Francisco. In de groep speelde hij drums en zong hij. Harris en Lofner gingen uit elkaar in 1932, waarna Harris het orkest 'overnam' en als thuishaven Los Angeles koos. In 1933 maakte hij een korte film voor RKO, So This is Harris!, een film die in 1934 een Oscar kreeg voor best short subject (comedy). Daarna volgde de lange film 'Melody Cruise'. Beide films werden gemaakt door hetzelfde team, dat in 1933 verantwoordelijk was voor Flying Down to Rio, de rolprent waarin voor het eerst Fred Astaire en Ginger Rogers op het witte doek als danspaar verschenen. Later had Harris een rol in 'The High and the Mighty' met John Wayne.
Met zijn orkest deed Harris ook radiowerk. In 1936 werd hij musical director van de show van Jack Benny (later The Jack Benny Program), waar hij Don Bestor verving. Hij was een belangrijk element in de radioshow, waar hij zich ontpopte als een komisch talent. Harris werkte tot 1946 voor Benny. Als bandleider nam Harris van december 1936 tot maart 1937 verschillende platen op voor Vocalion.
In 1941 trouwde Harris voor de tweede keer, nu met actrice Alice Faye. In 1942 nam Harris met zijn band dienst in de Amerikaanse marine. Na de oorlog werden Harris en Faye gevraagd om mee te doen aan het radioprogramma the Fitch Bandwagon, een show voor bigbands (1946-1948). Het programma veranderde langzaam in de komische show the Phil Harris-Alice Faye show (1948-1954).
Harris had in de jaren veertig en vijftig verschillende novelty hits, waaronder "That's what I Like About the South" en (in 1950) "The Thing". Hij deed tot in de jaren zeventig televisiewerk en deed de stem van Baloo the Bear in Jungle Book. Ook gaf hij stem aan enkele andere Walt Disney-figuren.

## Discografie
- Phil Harris, SWG
- Echoes from the Cocoanut Grove, Take Two
- Phil Harris and alice Faye Show, Cliffhanger
- On the Record, RCA Victor

- Bibliothèque nationale de France: cb13894995s (data)
- Gemeinsame Normdatei: 132850915
- International Standard Name Identifier: 0000 0000 2237 6691
- Library of Congress Control Number: n80146364
- MusicBrainz: d10253ac-e1c5-47f3-846f-65cce388b7fb
- Nationale Bibliotheek van Israël: 987007381022205171
- Nederlandse Thesaurus van Auteursnamen: 345885023
- Istituto Centrale per il Catalogo Unico: LIGV085468
- SNAC: w6ks8km5
- Système universitaire de documentation: 15650510X
- Virtual International Authority File: 14958444
- WorldCat: E39PBJdWV9jcbkf4KHqcCkBtrq